# Kurhausstraße 24 (Bad Kissingen)

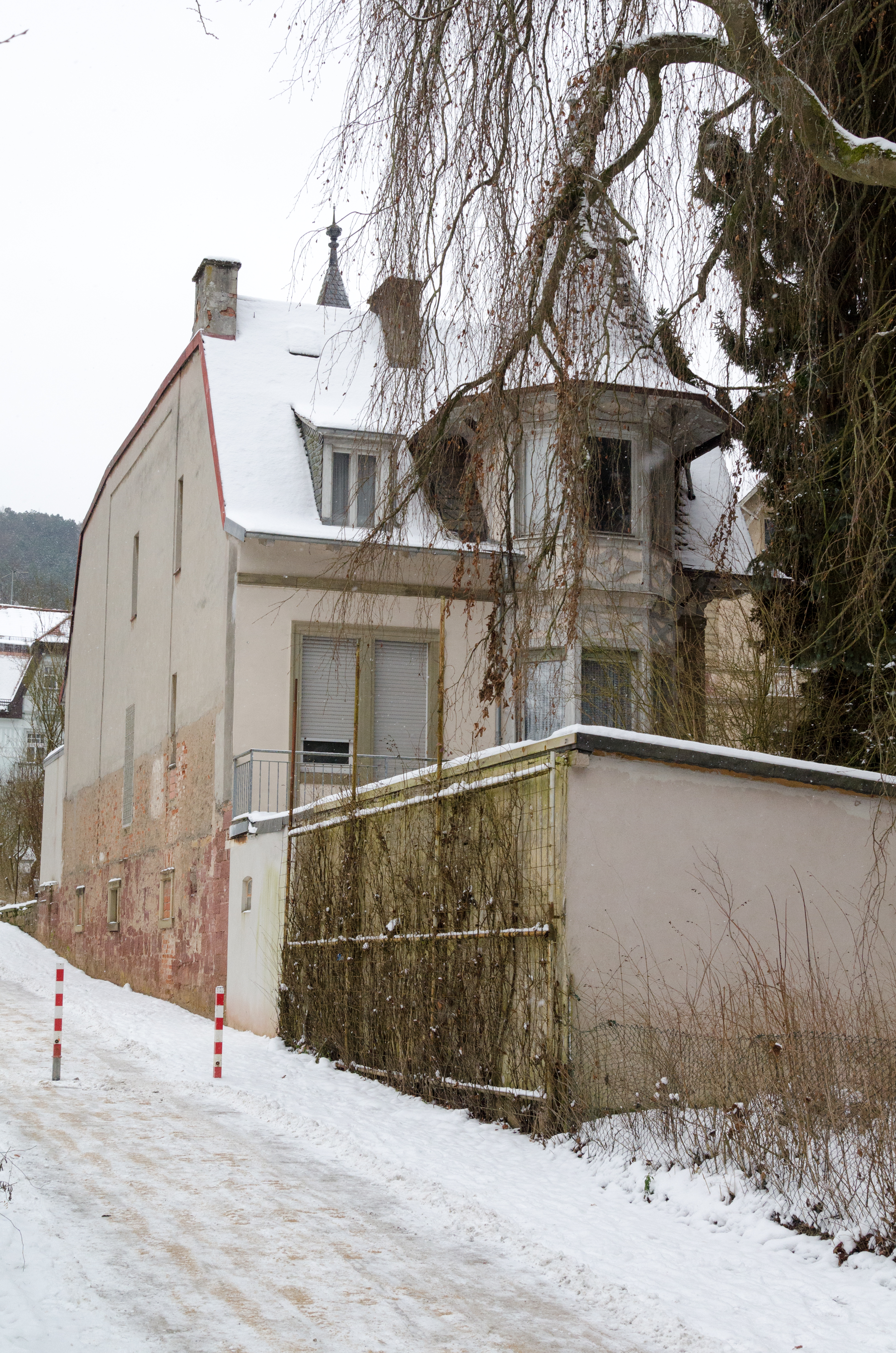
Nebengebäude

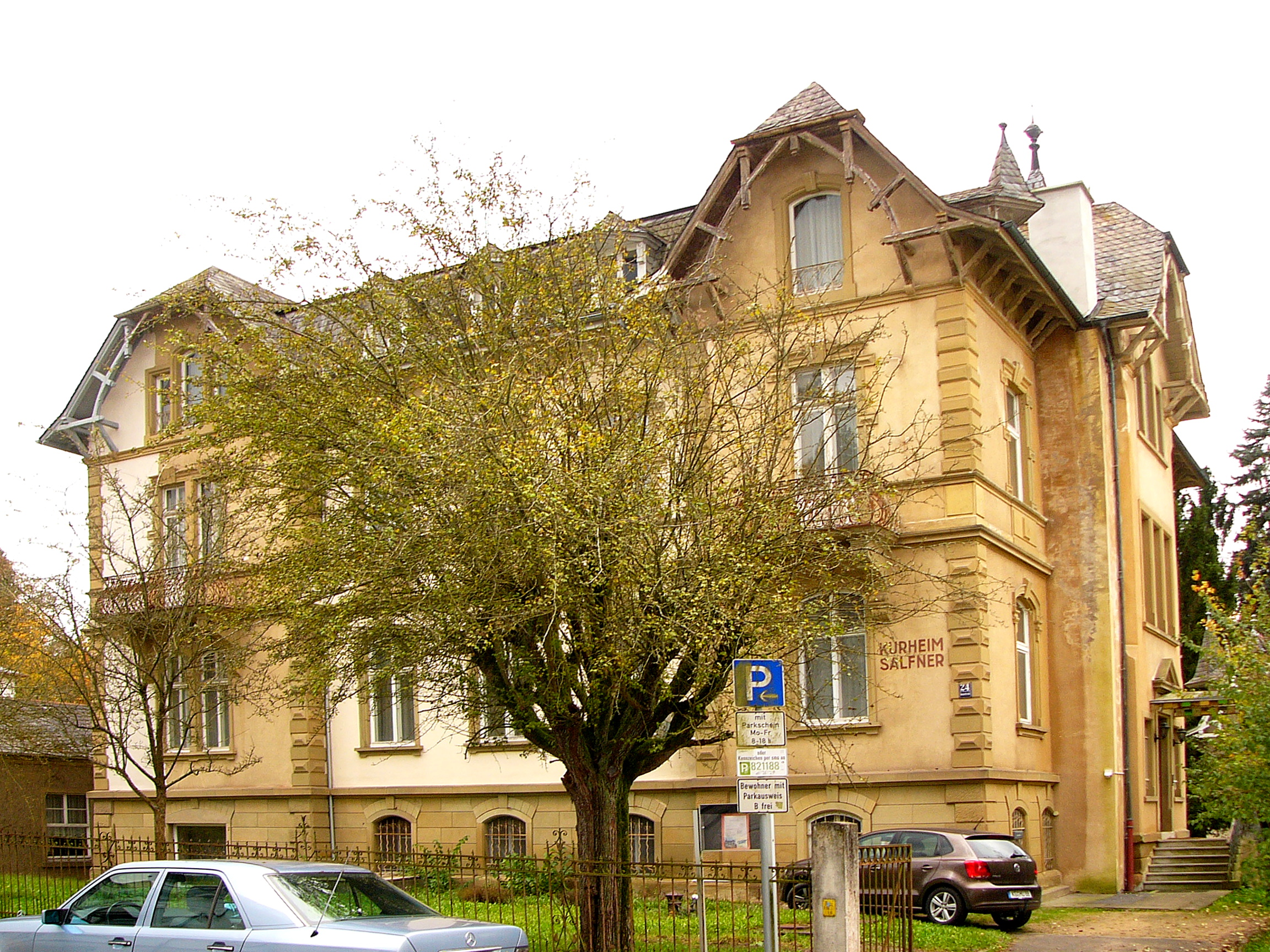
Kurhausstraße 24 in Bad Kissingen

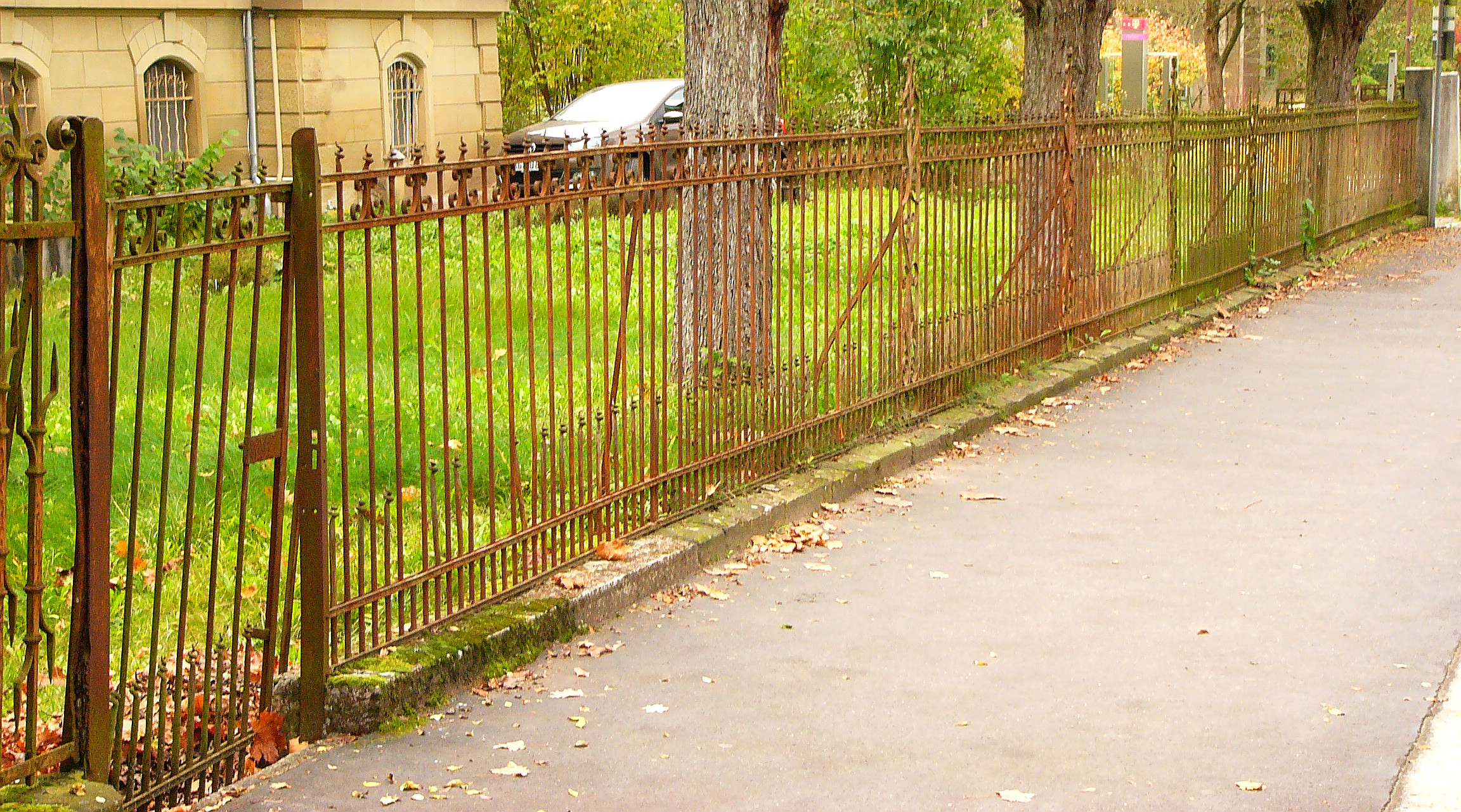
Einfriedung

Das Gebäude Kurhausstraße 24 in der Kurhausstraße in Bad Kissingen, der Großen Kreisstadt des unterfränkischen Landkreises Bad Kissingen, gehört zu den Bad Kissinger Baudenkmälern und ist unter der Nummer D-6-72-114-307 in der Bayerischen Denkmalliste registriert.

## Geschichte
Die Kurvilla in der Kurhausstraße 24 entstand um das Jahr 1890. Es handelt sich um einen dreigeschossigen Halbwalmdachbau in Sandsteingliederung mit Schwebegiebeln. An der Nordostecke des Gebäudes ist ein im Schweizerhausstil gehaltener Turm mit Spitzhelm Bestandteil des Anwesens. Um das Jahr 1905 entstand in südlicher Richtung ein eingeschossiger Satteldachanbau mit Verbindungssteg.
Bei dem Nebengebäude handelt es sich um ein um 1890 entstandenen eingeschossigen Mansarddachbau mit Sandsteingliederung und Risalit mit Halbwalmdach mit Schwebegiebel.
Zum Anwesen gehört ein ebenfalls um 1890 entstandener Gusseisenzaun als Einfriedung.
Heute beherbergt das Anwesen ein Gästehaus.